# Španělsko na Zimních olympijských hrách 2018
Španělsko se účastnilo Zimní olympiády 2018. Zastupovalo ho 13 sportovců (11 mužů a 2 ženy) v 5 sportech.

## Medailisté
| Medaile | Jméno            | Sport         | Soutěž              | Datum    |
| ------- | ---------------- | ------------- | ------------------- | -------- |
| Bronz   | Regino Hernández | Snowboarding  | Snowboardcross mužů | 15. únor |
| Bronz   | Javier Fernández | Krasobruslení | Muži-jednotlivci    | 17. únor |